# Епанов, Владимир Ильич
Владимир Ильич Епанов (род. 20 декабря 1968) — советский и российский легкоатлет, специалист по бегу на длинные дистанции, кроссу и марафону. Выступал на крупных стартах в 1990—2004 годах, чемпион России в марафоне, победитель и призёр первенств всероссийского значения, призёр ряда крупных международных стартов на шоссе. Представлял Пермскую область. Мастер спорта России международного класса. Также известен как тренер и спортивный функционер, министр физической культуры и спорта Пермского края.

## Биография
Владимир Епанов родился 20 декабря 1968 года. Занимался лёгкой атлетикой в городе Чайковском Пермской области, окончил Чайковский государственный институт физической культуры. Проходил подготовку в Перми, выступал за Вооружённые силы.
Впервые заявил о себе на всесоюзном уровне в сезоне 1990 года, когда на Мемориале братьев Знаменских в Москве в беге на 10 000 метров с личным рекордом 28:52.44 финишировал девятым. Также в этом сезоне выиграл бронзовую медаль на чемпионате СССР по бегу на 15 км по шоссе в Калуге.
Начиная с 1992 года активно выступал на различных коммерческих шоссейных стартах, преимущественно на территории Италии.
В 1993 году взял бронзу на открытом чемпионате России по полумарафону в Москве, в составе российской сборной стартовал на чемпионате мира по полумарафону в Брюсселе, где занял 71-е место.
В 1994 году среди прочего закрыл десятку сильнейших на Туринском и Итальянском марафонах.
В 1996 году стал серебряным призёром в дисциплине 20 км на открытом чемпионате России по бегу по шоссе в Адлере, с личным рекордом 1:04:06 финишировал пятым на полумарафоне «Труд — Лужники» в Москве.
В 1997 году получил серебро в дисциплине 12 км на открытом чемпионате России по кроссу в Кисловодске, одержал победу на открытом чемпионате России по марафону, прошедшем в рамках Московского марафона «Лужники». Отметился победой на Сибирском международном марафоне в Омске.
В 1998 году выиграл серебряную медаль в полумарафоне на открытом чемпионате России по бегу по шоссе в Адлере, пришёл к финишу шестым на Московском марафоне «Лужники».
В 1999 году был девятым на чемпионате России по полумарафону в Адлере, с личным рекордом 2:12:22 превзошёл всех соперников на Кливлендском марафоне, занял 27-е место на Фукуокском марафоне.
В 2000 году финишировал пятым на Севильском марафоне, выиграл марафон Green Bay, стал шестым и десятым на полумарафонах в Ливерпуле и Реймсе соответственно.
В 2001 году занял третье место на Сибирском международном марафоне.
В 2003 году финишировал четвёртым на Тайбэйском марафоне.
В 2004 году показал седьмой результат на Пунском международном марафоне и на этом завершил спортивную карьеру.
За выдающиеся спортивные достижения удостоен почётного звания «Мастер спорта России международного класса».
Впоследствии работал тренером по лёгкой атлетике, с 2006 года возглавлял детско-юношеский центр «Здоровье» в Перми.
В 2016—2017 годах — член состава общественного совета цри министерстве физической культуры, спорта
и туризма Пермского края. Занимался организацией Пермского международного марафона, проводившегося регулярно с 2017 года.
Летом 2018 года назначен на должность министра физической культуры и спорта Пермского края. В 2020 году оставил должность по собственному желанию.
С августа 2020 года — директор пермского Лицея № 3.